# Ором (Армения)
Вижте пояснителната страница за други значения на Ором.
Ором (на арменски: Հոռոմ) е село и община в Армения, област Ширак. Според Националната статистическа служба на Армения през 2012 г. има 2531 жители.

## Демография
Броят на населението в годините 1831–2004 е както следва: